# یونگ وانگ
یونگ وانگ (به لاتین: Yeonggwang County) یک منطقهٔ مسکونی در کره جنوبی است که در استان جئولانام-دو واقع شده‌است. یونگ وانگ ۴۷۲٫۹۷ کیلومتر مربع مساحت و ۵۵٬۰۱۶ نفر جمعیت دارد.